# Jesús Nazareno, Chalchicomula de Sesma
Jesús Nazareno är en ort i Mexiko.   Den ligger i kommunen Chalchicomula de Sesma och delstaten Puebla, i den sydöstra delen av landet, 180 km öster om huvudstaden Mexico City. Jesús Nazareno ligger 2 436 meter över havet och antalet invånare är 681.
Terrängen runt Jesús Nazareno är kuperad norrut, men söderut är den platt. Runt Jesús Nazareno är det ganska tätbefolkat, med 155 invånare per kvadratkilometer. Närmaste större samhälle är San José Esperanza, 7,3 km sydost om Jesús Nazareno. Omgivningarna runt Jesús Nazareno är en mosaik av jordbruksmark och naturlig växtlighet.